# Cathédrale de sel de Zipaquirá
La cathédrale de sel est une église construite à l'intérieur des mines de sel de Zipaquirá, dans la Savane de Bogota, dans le département de Cundinamarca, en Colombie. C'est aussi un lieu de culte et l'un des sanctuaires catholiques les plus connus parmi ceux consacrés au chemin de croix de Jésus-Christ.

## Histoire
La première cathédrale, datant de 1954, fut érigée par les mineurs à même les parois de leur mine. Menacée d'effondrement, elle dut fermer ses portes en 1992.
C'est Roswell Garavito Pearl, architecte originaire de Bogota, qui se chargea de la conception artistique et architecturale de la nouvelle Cathédrale de sel ; après que son projet fut choisi parmi 44 propositions d'un concours organisé en 1990 par la Société colombienne des architectes. La direction technique fut confiée à l'ingénieur Jorge Enrique Castelblanco Reyes, lui aussi de Bogota.
À l'intérieur, on trouve une collection artistique, notamment de sculptures en sel et en marbre qui attire pèlerins et touristes.
La Cathédrale de sel de Zipaquirá est considérée comme un des plus remarquables succès architecturaux et artistiques de l'architecture colombienne. On lui attribue d'ailleurs le titre de joyau architectural de la modernité. L'importance de la cathédrale réside dans sa valeur en tant que patrimoine culturel, religieux et environnemental.
La cathédrale reçut le plus grand nombre de votes lors d'un concours pour élire les 7 Merveilles de Colombie en 2007, devenant alors la Merveille no 1 de Colombie, si bien qu'elle fut aussi proposée pour les Sept merveilles du monde moderne.
L'église souterraine fait partie du complexe culturel « Parque de la Sal » (Parc du sel), un espace culturel thématique consacré au monde de la mine, à la géologie et aux ressources naturelles.

## Situation

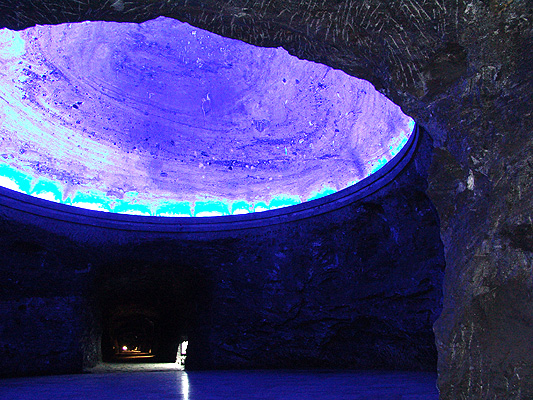
Dôme de la cathédrale de Zipaquirá

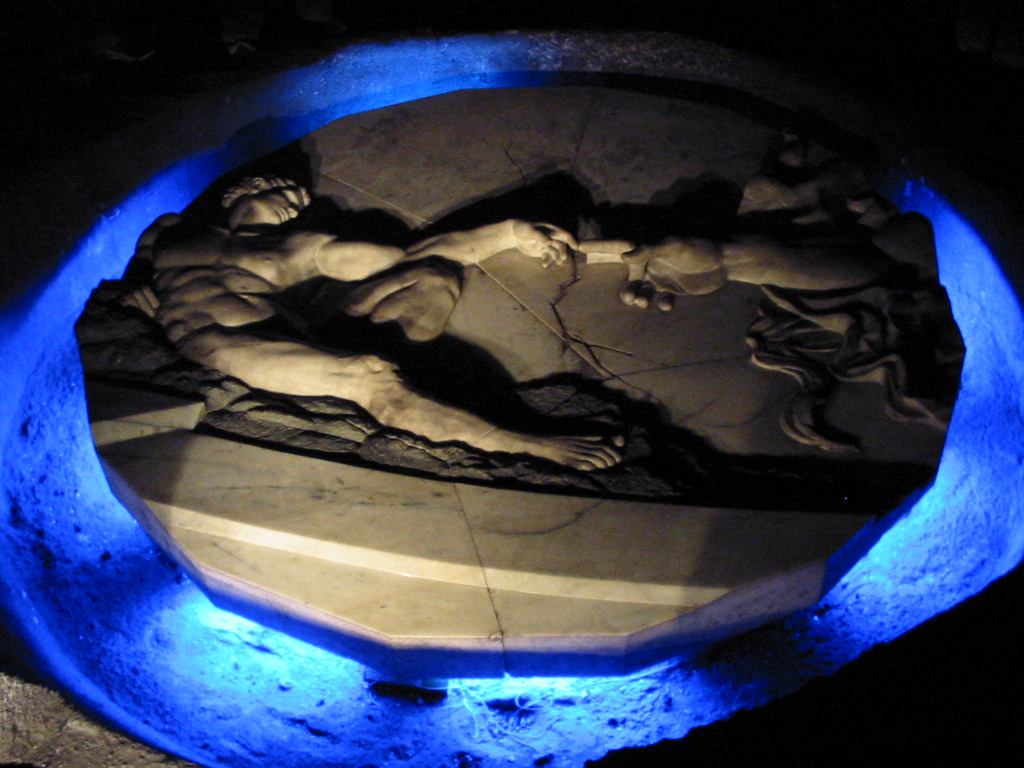
Statue en marbre d'Adam dans la cathédrale de sel

La Cathédrale de sel se trouve dans la ville de Zipaquirá, dans le département de Cundinamarca, à 49 kilomètres au nord du District Capital de Bogota, et à une altitude de 2 659 mètres. En train, la Cathédrale est à 48 kilomètres de la ville de Bogotá, et le trajet est effectué par le Tren Turístico de la Sabana (Train touristique de la Savane). Cet endroit n'est pas seulement connu pour l'exploitation du sel mais aussi pour la découverte de restes humains parmi les plus anciens de Colombie, dans la vallée de El Abra.

## Le parc du sel
Bien qu'elle en soit d'elle-même la principale attraction, la cathédrale fait partie du parc d'attractions Le parc de sel, lequel s'étend sur une surface de 32 hectares et constitue une réserve naturelle unique qui contraste avec une des activités de production des ressources qui altère le plus les écosystèmes : l'exploitation minière. Dans le parc, non seulement les visiteurs peuvent admirer la réunion surprenante entre la délicatesse de l'art avec la rudesse de l'exploitation minière, mais ils peuvent aussi assister à un intéressant cours de géologie, ainsi que sur les façons de préserver les ressources naturelles d'un pays. Ainsi, le Parc et la Cathédrale de sel sont une destination du tourisme national et international, et rassemblent l'écotourisme avec le tourisme religieux et les amateurs de géologie.
Les endroits principaux du Parc du sel sont :
- La place du minier (Plaza del Minero), où l'on trouve la croix de 4,20 mètres de hauteur, que l'on trouve le long dudit El Eje Sacro Canal Sacré (partie médiane du bassin) ou Axe Sacré (Sagrado en espagnol).
- Le Dôme Salin (Domo salino).
- La Mine.
- Le Musée de la saumure (El Museo de la Salmuera), construit dans les réservoirs inutilisés. Après la Cathédrale, c'est l'un des lieux les plus importants du Parc du sel. Ici, le visiteur découvre d'une façon pédagogique les processus de l'exploitation du sel, les études géologiques ainsi que l'histoire, la construction et l'ingénierie de la Cathédrale de Sel.
- La réserve.
- La zone boisée, comprenant une forêt d'eucalyptus, avec de nombreux sentiers et chemins.
- La Cathédrale de Sel, église souterraine qui comprend aussi un auditorium.

## Les salines de Zipaquirá

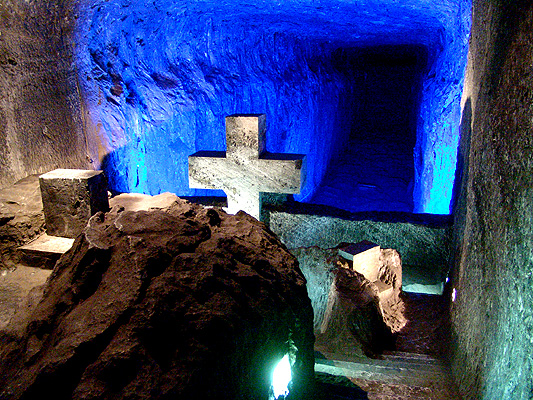
Une des croix du chemin de croix dans la cathédrale.

L'ancienneté et l'importance des salines de Zipaquirá furent largement répertoriées par le naturaliste et géographe allemand Alexander von Humboldt (1769-1859), lors de sa visite du lieu en 1801.
Humboldt commence son récit par une comparaison de ce gisement avec ceux qu'il avait vus en Europe (en Espagne, en Suisse, en Pologne et dans le Tyrol). Plus tard, il relève l'importance de l'exploitation du sel dans l'économie, et en particulier son intérêt pour les gouvernements de par les retenues fiscales.
Humboldt décrit la mine de Zipaquirá dans son livre Memoria razonada de les salinas de Zipaquirá. Il y rejette l'idée que la mine puisse être unie à d'autres formations comme celles exploitées à Nemocón et Sesquilé. Il évalue la capacité de la mine de Zipaquirá et conclut qu'elle doit mesurer 500 000 toises carrées. Il critique la façon dont on a ouvert la mine et prévient que cela peut devenir un inconvénient pour l'exploitation future. Il recommande que l'exploitation se fasse au moyen de galeries, comme en Europe, parce que les mines de sel gemme ne requièrent pas de renforts en bois, ce qui les rendrait plus coûteuses.
Les études réalisées sur place par des archéologues et des géologues ont révélé que l'exploitation des mines se faisait depuis le Ve siècle et était l'une des principales activités économiques.

## Formation géologique
Les gisements de sel des montagnes de Zipaquirá sont datés de 200 millions d'années ; ils ont été ramenés vers la surface à la fin de l'ère tertiaire, il y a 30 millions d'années, pour finir concentrés là où on les trouve aujourd'hui. Sous la pression et la chaleur, le sel se déplace de manière similaire aux glaciers et perd donc ses traces de stratification, créant une masse homogène de sel.
L'accumulation des dépôts de sel a formé des montagnes dépassant en hauteur le niveau du plateau, ce qui facilita le creusement de tunnels pour exploiter les-dits gisements. Il existe des preuves d'anciennes exploitations antérieures à l'arrivée des conquistadors espagnols au XVIe siècle.
Les mines étaient déjà un lieu de culte aménagé par les mineurs avant la construction de la cathédrale en 1954, laquelle fut dédiée à Notre Dame du Rosaire, sainte patronne des mineurs dans la religion catholique. La première cathédrale comportait trois grandes nefs (avec des colonnes improvisées) dominées par une grande croix éclairée. Avec le temps, les conditions de sécurité ne furent plus assurées et la cathédrale dut fermer en 1990. En décembre 1995, on inaugura alors la cathédrale actuelle.

## Histoire de la cathédrale

### L'ancienne cathédrale
La construction commença le 7 octobre 1950 et l'inauguration eut lieu le 15 octobre 1954. Elle se tient dans les galeries creusées par les Chibchas deux siècles auparavant. En 1932, Voyant la dévotion dont les ouvriers faisaient preuve avant de commencer leur journée de travail, Luis Ángel Arango eut l'idée de construire une chapelle souterraine. Ceux-ci décoraient les tunnels avec des images pieuses des saints à qui ils demandaient bénédiction et protection.
La montagne était exploitée sur quatre niveaux s'étendant sur 80 mètres. La Catedral Salina se situait au deuxième niveau.
La Basilique mesurait 120 mètres de long, pour une surface habitable de 5 500 mètres carrés, une hauteur de 22 mètres et son plafond était soutenu par six colonnes dont la base occupait 80 mètres carrés. Elle pouvait ainsi accueillir 8 000 personnes.
Au fond de la basilique, on pouvait contempler une grande croix en bois, illuminée par le bas, ce qui projetait une ombre symbolisant le Christ bras ouverts sur le plafond.
La nef de droite comprenait le chœur et les stations du chemin de croix, décorées par de grands chiffres romains dorés. Au fond de cette nef se trouvait la chapelle de Notre Dame du Rosaire, dont l'autel sculpté dans la roche supportait une image (statue) de la Vierge, création de Daniel Rodríguez Moreno, qui mesure 70 cm de haut ; elle a été transférée dans la nouvelle cathédrale.
La nef de gauche était surnommée «La Naissance» ("El Nacimiento") et comportait une grotte symbolisant la naissance de Jésus à Bethléem ; cet espace conduisait au baptistère représenté par une cascade, symbole du baptême de Jésus-Christ dans le Jourdain.
Le plan et la distribution des nefs étaient inspirés par la vie de Jésus et les mystères de son passage sur Terre en tant que fils de Dieu.
Des jeux de lumière créaient une atmosphère symbolique sur les murs et le plafond, qui donnaient une impression majestueuse à la cathédrale.
L'ancienne cathédrale a été fermée en 1990 pour des raisons de sécurité et de faiblesse dans sa structure.

### La nouvelle cathédrale

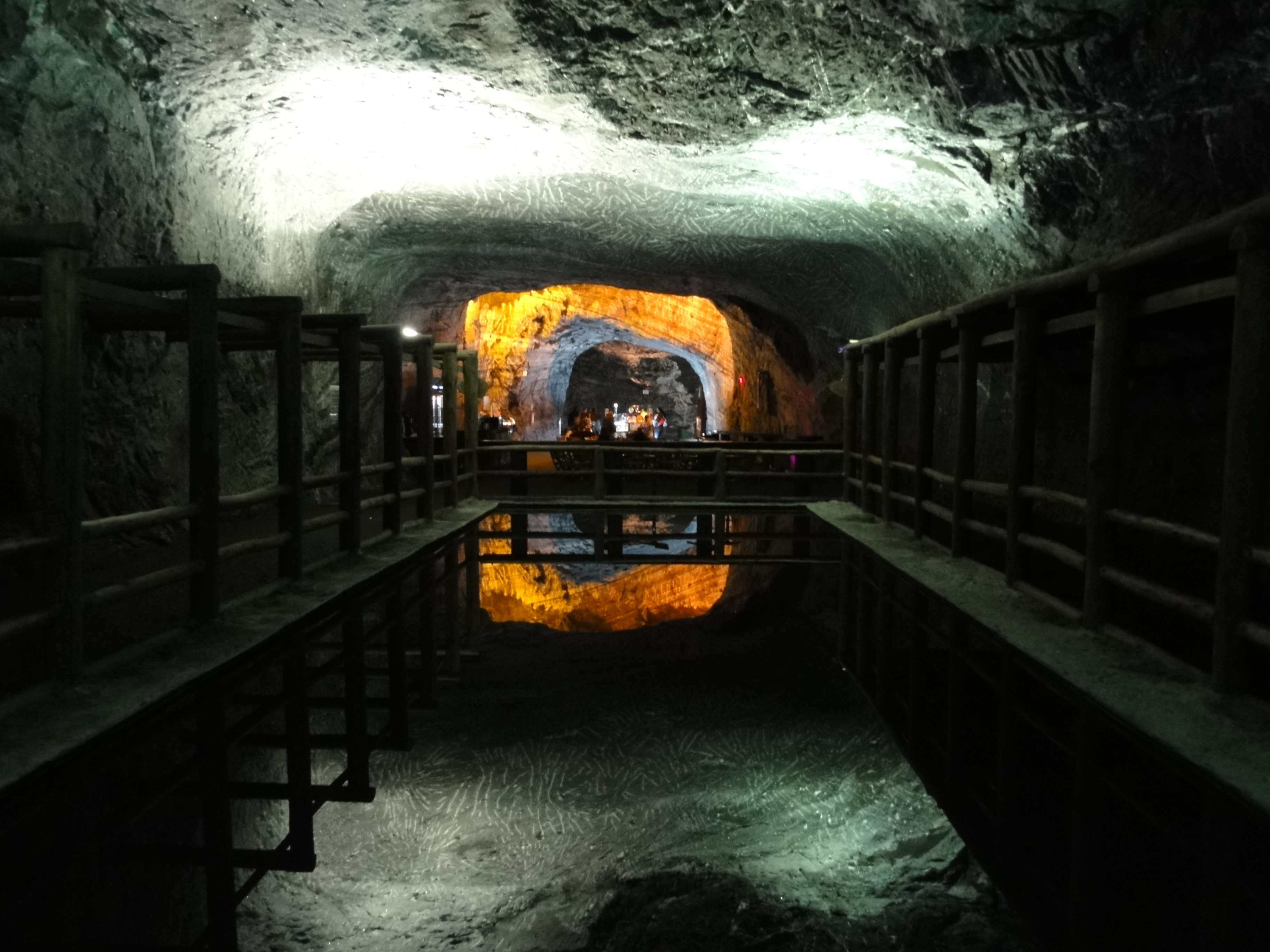
"Miroir d'eau" dans la cathédrale

La construction commença en 1991, 60 mètres en dessous de l'ancienne cathédrale.  L’Institut de promotion Industrielle, la Concession Saline et la Société des architectes de Bogotá, organisèrent un concours d'architecture afin de choisir le meilleur projet pour remplacer l'ancienne Cathédrale de sel de Zipaquirá.
C'est le projet de l'architecte Roswell Gravito Pearl qui gagna le concours, avec des changements dans la structure du tunnel d'accès, la coupole et la sacristie. Ainsi elle fut inaugurée en décembre 1995. Le plan montre trois parties principales :
- Le chemin de croix : la porte d'entrée conduit au tunnel, le long duquel se trouvent les douze stations de la "Voie du Calvaire", qui consistent en de petits autels taillés dans la roche de sel. Le tunnel conduit ainsi à la coupole.

- La Coupole, la rampe descendante et les balcons : on arrive alors à la principale rampe descendante. La zone intermédiaire commence à la Coupole, de laquelle on peut observer l'immense croix sculptée en bas-relief. De là, on peut descendre vers les balcons sur les chambres, le chœur, et les escaliers du labyrinthe du Narthex.

- Les nefs de la Cathédrale : la dernière partie nous amène au centre de la Cathédrale divisée en différentes parties. Ces parties sont sépares par une fente qui symbolise la naissance et la mort du Christ. La nef centrale accueille la croix de 16 mètres, l'autel principal (Altar Mayor), et la balustrade qui sépare le sanctuaire de l'assemblée. Au fond de la nef se trouve La Creación del Hombre, sculpture en marbre de Carlos Enrique Rodríguez Arango, qui rend hommage à Michel-Ange. Quatre immenses colonnes symbolisent les quatre évangélistes, elles sont traversées par une rainure qui symbolise la naissance et la mise au tombeau du Christ.

La cathédrale possède son propre système de production d'électricité, et un passage qui n'est utilisé que pour des occasions particulières. Ainsi qu'une infrastructure optimale pour recevoir et garantir la sécurité des visiteurs, pèlerins et des touristes.

### Autres constructions en sel
Bien que la Cathédrale de sel de Zipaquirá soit unique au monde en tant que centre religieux et culturel, elle n'est pas le seul exemple d'utilisation d'une mine en tant qu'espace alternatif. Les Mines de sel de Wieliczka en sont un autre, c'est le musée du sel le plus important en Europe, qui est construit dans une mine de sel de 700 ans, à 15 km au sud de Cracovie en Pologne. Mais la Cathédrale de Sel reste de toute façon une œuvre d'intérêt mondial et une pièce importante du patrimoine culturel et historique de Colombie.